# Zeilen op de Olympische Zomerspelen 1992
Zeilen is een van de sporten die beoefend werden tijdens de Olympische Zomerspelen 1992 in Barcelona.
Er werd in tien klassen om de medailles werd gestreden, drie voor mannen, drie voor vrouwen en vier open klassen. Naar later zou blijken stond de Flying Dutchman in de Open klassen op deze Spelen voor het laatst op het programma.
Voor Nederland behaalde Dorien de Vries een bronzen medaille bij het windsurfen. Aruba, België en de Nederlandse Antillen behaalden geen zeilmedailles op deze Spelen

## Mannen

### Lechner
| rang   | sporter              | land             |
| ------ | -------------------- | ---------------- |
| Goud   | Franck David         | Frankrijk        |
| Zilver | Michael Gebhardt     | Verenigde Staten |
| Brons  | Lars Keppich         | Australië        |
|        |                      |                  |
| 37     | Roger Jurriens       | ARU              |
| 38     | Constantino Saragosa | AHO              |

### Finn klasse
| rang   | sporter            | land             |
| ------ | ------------------ | ---------------- |
| Goud   | José van der Ploeg | Spanje           |
| Zilver | Brian Ledbetter    | Verenigde Staten |
| Brons  | Craig Monk         | Nieuw-Zeeland    |

### 470 klasse
| rang   | sporter                     | land             |
| ------ | --------------------------- | ---------------- |
| Goud   | Jordi Calafat/Kiko Sánchez  | Spanje           |
| Zilver | Morgan Reeser/Kevin Burnham | Verenigde Staten |
| Brons  | Tõnu Tõniste/Toomas Tõniste | Estland          |

## Vrouwen

### Lechner
| rang   | sporter           | land          |
| ------ | ----------------- | ------------- |
| Goud   | Barbara Kendall   | Nieuw-Zeeland |
| Zilver | Znang Xiadong     | China         |
| Brons  | Dorien de Vries   | Nederland     |
|        |                   |               |
| 22     | Elisabet de Waard | AHO           |

### Europe klasse
| rang   | sporter              | land             |
| ------ | -------------------- | ---------------- |
| Goud   | Linda Andersen       | Noorwegen        |
| Zilver | Natalia Via Dufresne | Spanje           |
| Brons  | Julia Trotman        | Verenigde Staten |

### 470 klasse
| rang   | sporter                        | land             |
| ------ | ------------------------------ | ---------------- |
| Goud   | Patricia Guerra/Theresa Zabell | Spanje           |
| Zilver | Leslie Egnot/Janet Shearer     | Nieuw-Zeeland    |
| Brons  | Jennifer Isler/Pamela Healy    | Verenigde Staten |

## Open klassen

### Flying Dutchman
| rang   | sporter                                 | land             |
| ------ | --------------------------------------- | ---------------- |
| Goud   | Luis Doreste/Domingo Manrique           | Spanje           |
| Zilver | Paul Foerster/Stephen Bourdow           | Verenigde Staten |
| Brons  | Jørgen Bojsen-Møller/Jens Bojsen-Møller | Denemarken       |

### Star klasse
| rang   | sporter                       | land             |
| ------ | ----------------------------- | ---------------- |
| Goud   | Mark Reynolds/Hal Haenel      | Verenigde Staten |
| Zilver | Roderick Davis/Donald Cowie   | Nieuw-Zeeland    |
| Brons  | Ross MacDonald/Eric Jespersen | Canada           |

### Tornado klasse
| rang   | sporter                   | land             |
| ------ | ------------------------- | ---------------- |
| Goud   | Yves Loday/Nicolas Hénard | Frankrijk        |
| Zilver | Randy Smyth/Keith Notary  | Verenigde Staten |
| Brons  | Mitch Booth/John Forbes   | Australië        |

### Soling klasse
| rang   | sporter                                     | land             |
| ------ | ------------------------------------------- | ---------------- |
| Goud   | Jesper Bank/Steen Secher/Jesper Seier       | Denemarken       |
| Zilver | Kevin Mahaney/James Brady/Douglas Kern      | Verenigde Staten |
| Brons  | Lawrie Smith/Robert Cruikshaw/Ossie Stewart | Groot-Brittannië |

## Medaillespiegel
| rang   | land             | goud | zilver | brons | totaal |
| ------ | ---------------- | ---- | ------ | ----- | ------ |
| 1      | Spanje           | 4    | 1      | 0     | 5      |
| 2      | Frankrijk        | 2    | 0      | 0     | 2      |
| 3      | Verenigde Staten | 1    | 6      | 2     | 9      |
| 4      | Nieuw-Zeeland    | 1    | 2      | 1     | 4      |
| 5      | Denemarken       | 1    | 0      | 1     | 2      |
| 6      | Noorwegen        | 1    | 0      | 0     | 1      |
| 7      | China            | 0    | 1      | 0     | 1      |
| 8      | Australië        | 0    | 0      | 2     | 2      |
| 12     | Canada           | 0    | 0      | 1     | 1      |
| 12     | Estland          | 0    | 0      | 1     | 1      |
| 12     | Groot-Brittannië | 0    | 0      | 1     | 1      |
| 12     | Nederland        | 0    | 0      | 1     | 1      |
| totaal | totaal           | 10   | 10     | 10    | 30     |

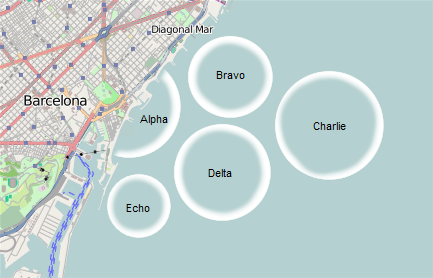
Wedstrijdgebieden
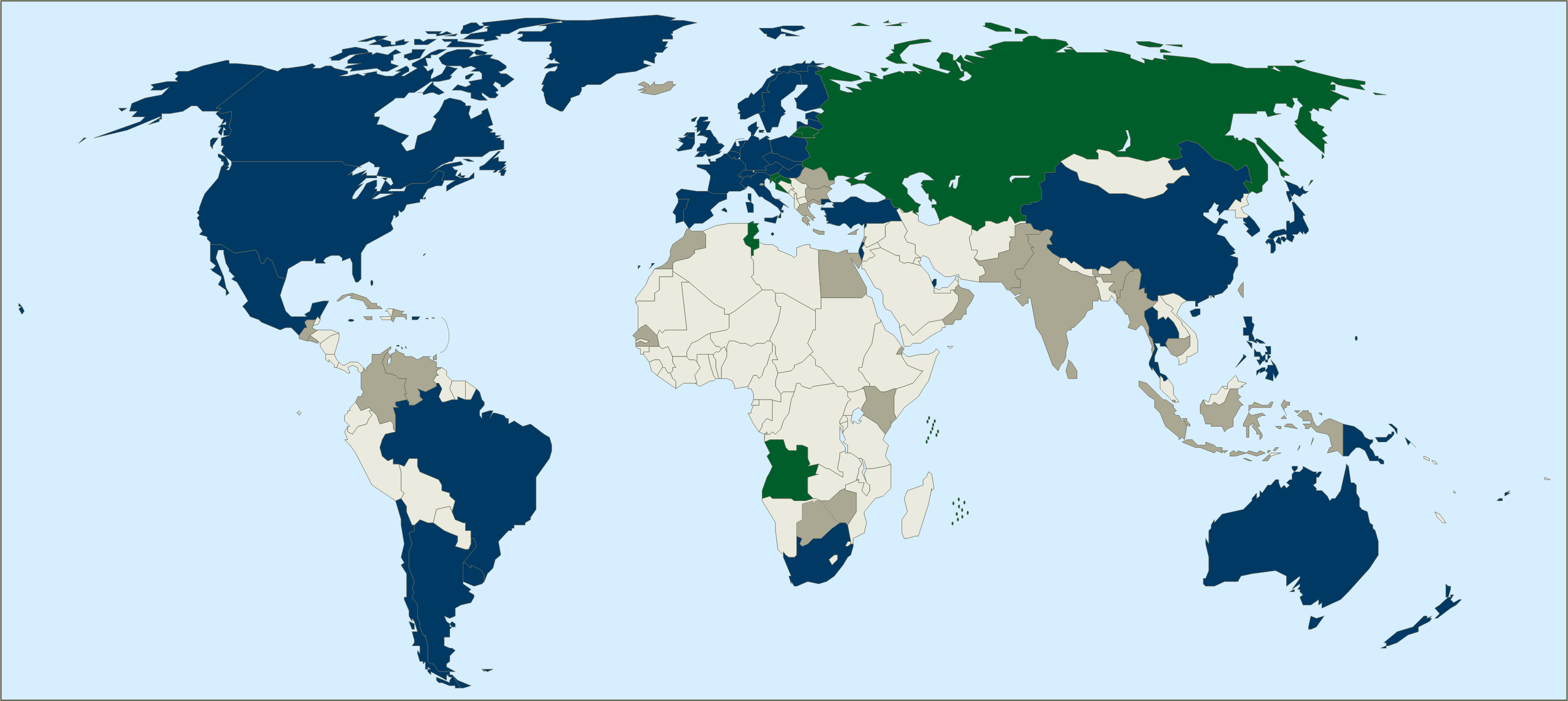
Deelnemende landen
Olympische klassen in 1992

Athene 1896 · 
Parijs 1900 · 
St. Louis 1904 · 
Londen 1908 · 
Stockholm 1912 · 
Antwerpen 1920 · 
Parijs 1924 · 
Amsterdam 1928 · 
Los Angeles 1932 · 
Berlijn 1936 · 
Londen 1948 · 
Helsinki 1952 · 
Melbourne 1956 · 
Rome 1960 · 
Tokio 1964 · 
Mexico-stad 1968 · 
München 1972 · 
Montréal 1976 · 
Moskou 1980 · 
Los Angeles 1984 · 
Seoel 1988 · 
Barcelona 1992 · 
Atlanta 1996 · 
Sydney 2000 · 
Athene 2004 · 
Peking 2008 · 
Londen 2012 · 
Rio de Janeiro 2016 · 
Tokio 2020 · 
Parijs 2024 · 
Los Angeles 2028

Medaillewinnaars
Atletiek · Badminton · Basketbal · Boksen · Boogschieten · Gewichtheffen · Gymnastiek · Handbal · Hockey · Honkbal · Judo · Kanovaren · Moderne vijfkamp · Paardensport · Pelota (demonstratie) · Roeien · Rolhockey (demonstratie) · Schermen · Schietsport · Schoonspringen · Synchroonzwemmen · Taekwondo (demonstratie) · Tafeltennis · Tennis · Voetbal · Volleybal · Waterpolo · Wielersport · Worstelen · Zeilen · Zwemmen